# Pico da Neblina (série de televisão)
Pico da Neblina é uma série de televisão brasileira do canal HBO de drama crime, com direção geral de Quico Meirelles e com roteiro e ideia original de Cauê Laratta. A série é protagonizada por Luis Navarro, Henrique Santana, Daniel Furlan, Teca Pereira, Leilah Moreno e Dexter. Pico da Neblina apresenta um cenário em que a maconha foi legalizada no Brasil e acompanha Biriba, um traficante de maconha que entra no mercado legal.
A primeira temporada da série estreou no canal HBO Brasil em 4 de agosto de 2019. Com roteiro de Cauê Laratta, Chico Mattoso, Mariana Trench e Marcelo Starobinas. A segunda temporada estreou no segundo semestre de 2022 e foi roteirizada por Rodrigo Batista, Cauê Laratta, Carol Rodrigues, Fabio Montanari e Thaís Fujinaga. Pico da Neblina recebeu respostas positivas dos críticos, que elogiaram a história, fotografia, trilha sonora, performances dos atores e a abordagem de temas como tráfico, racismo, preconceito e desigualdade social. A série está disponível no streaming da Max.
A série recebeu indicações para o Prêmio ABC de Cinematografia de Melhor Fotografia, Melhor Direção de Arte e Melhor Som.

## Premissa

### 1ª Temporada (2019)
Pico da Neblina acompanha a história de Biriba (Luis Navarro), um jovem traficante de maconha de São Paulo que após a legalização da maconha no Brasil, decide abandonar sua vida no crime e vender sua maconha legalmente junto com um investidor inexperiente. Salim (Henrique Santana), seu amigo de infância, decide seguir no crime como traficante á moda antiga na ilegalidade.

### 2ª Temporada (2022)
Biriba se encontra em uma situação em que todos os aspectos de sua vida estão no comando de CD (Dexter). O chefe do tráfico que tomou controle de sua família e de sua loja de cannabis. Ao se ver novamente de frente para o mundo do crime, Biriba busca velhos aliados em uma tentativa de promover a queda de CD para que assim possa sair do mundo do crime de uma vez por todas.

## Elenco e personagens
| Ator/Atriz          | Personagem           | Temporadas       | Temporadas       |
| Ator/Atriz          | Personagem           | 1                | 2                |
| Elenco principal    | Elenco principal     | Elenco principal | Elenco principal |
| ------------------- | -------------------- | ---------------- | ---------------- |
| Luis Navarro        | Biriba               | Principal        | Principal        |
| Henrique Santana    | Salim                | Principal        | Principal        |
| Daniel Furlan       | Vini                 | Principal        | Principal        |
| Leilah Moreno       | Kelly                | Principal        | Principal        |
| Teca Pereira        | Irene                | Principal        | Principal        |
| Dexter              | CD                   | Principal        | Principal        |
| Renata Carvalho     | Carmen               | Principal        | Principal        |
| Bruno Giordano      | Fernão Tortoriello   | Principal        | Principal        |
| Maria Zilda Bethlem | Suzette Tortoriello  | Principal        | Recorrente       |
| Elenco recorrente   |                      |                  |                  |
| William Costa       | Piolho               | Recorrente       | Recorrente       |
| Fabio Marcoff       | Joselo               | Recorrente       | Recorrente       |
| Nathalia Ernesto    | Laura                | Recorrente       | Recorrente       |
| Inara               | Gabriela             | Recorrente       | Recorrente       |
| Sabrina Petraglia   | Nanda                | Recorrente       | Does not appear  |
| Ivan Arcuschin      | Humberto Tortoriello | Recorrente       | Recorrente       |
| Gabriel Salazar     | Buiú                 | Recorrente       | Recorrente       |
| Jorge Neto          | Rick                 | Recorrente       | Recorrente       |
| Bruce de Araújo     | Digão                | Recorrente       | Recorrente       |
| Che Moais           | Pescoço              | Recorrente       | Recorrente       |
| Nayobe Nzainab      | Amanda               | Recorrente       | Recorrente       |
| Lenita Oliver       | Marcela              | Recorrente       | Does not appear  |
| Fábio Neppo         | Bigato               | Recorrente       | Does not appear  |
| Henrique Brandon    | Torneira             | Recorrente       | Does not appear  |
| Ivan de Almeida     | Bigode               | Recorrente       | Does not appear  |
| Tásia D'Paula       | Sônia                | Recorrente       | Recorrente       |
| Augusto Madeira     | Rogério              | Recorrente       | Does not appear  |
| Alex Gruli          | Sargento Lopes       | Recorrente       | Does not appear  |

## Episódios
| Temporada | Temporada | Episódios | Episódios | Originalmente exibido | Originalmente exibido |
| Temporada | Temporada | Episódios | Episódios | Estreia da temporada  | Final da temporada    |
| --------- | --------- | --------- | --------- | --------------------- | --------------------- |
|           | 1         | 10        | 10        | 4 de agosto de 2019   | 6 de outubro de 2019  |
|           | 2         | 10        | 10        | 3 de julho de 2022    | 4 de novembro de 2022 |

## Produção

### Concepção e desenvolvimento
Segundo o diretor Quico Meirelles, quando Pico da Neblina estava sendo produzido, em 2015, ele imaginou que, quando a série fosse lançada, em 2019, a maconha já seria legalizada no Brasil. Mas o que ele viu foi uma mudança na direção oposta, com as discussões paralisadas no Congresso Nacional do Brasil. O diretor disse que só podia imaginar como seria esse Brasil hipotético, com base em experiências de outros países que já legalizaram a droga, como partes da Europa, Uruguai, Canadá e Estados Unidos.
A HBO Latin America anunciou a produção da série durante o evento Rio2C (Rio Creative Conference) 2018. Foi revelado que a primeira temporada da série composta por dez episódios seria produzida pelo diretor Fernando Meirelles, que foi indicado ao Óscar pelo filme Cidade de Deus.

## Prêmios e indicações
| Ano          | Associações                               | Categoria                                   | Recipiente(s)                                                                       | Resultado    | Ref.         |
| 1ª Temporada | 1ª Temporada                              | 1ª Temporada                                | 1ª Temporada                                                                        | 1ª Temporada | 1ª Temporada |
| ------------ | ----------------------------------------- | ------------------------------------------- | ----------------------------------------------------------------------------------- | ------------ | ------------ |
| 2020         | Prêmio ABC de Cinematografia              | Melhor Fotografia em Programa de TV         | Pierre de Kerchove, Diego Rosenblatt e Flávio Zangrandi                             | Indicado     | [ 4 ]        |
| 2020         | Prêmio ABC de Cinematografia              | Melhor Direção de Arte em Programa de TV    | Tulé Peak                                                                           | Indicado     | [ 4 ]        |
| 2020         | Prêmio ABC de Cinematografia              | Melhor Som em Programa de TV                | George Saldanha, Alan Zilli, Armando Torres Jr., Eduardo Virmond Lima e Caio Guerin | Indicado     | [ 4 ]        |
| 2021         | Rocky Award! - Banff World Media Festival | Melhor Série de Drama de língua não inglesa | Pico da Neblina                                                                     | Indicado     | [ 8 ]        |